# Turquía en los Juegos Olímpicos de Londres 2012
Turquía estuvo representada en los Juegos Olímpicos de Londres 2012 por un total de 112 deportistas, 48 hombres y 64 mujeres, que compitieron en 16 deportes.
La portadora de la bandera en la ceremonia de apertura fue la jugadora de voleibol Neslihan Demir Darnel.

## Medallistas
El equipo olímpico turco obtuvo las siguientes medallas:
| Nombre              | Deporte            | Competición |
| ------------------- | ------------------ | ----------- |
| Oro                 |                    |             |
| Aslı Çakır Alptekin | Atletismo          | 1500 m F    |
| Servet Tazegül      | Taekwondo          | –68 kg M    |
| Plata               |                    |             |
| Gamze Bulut         | Atletismo          | 1500 m F    |
| Nur Tatar           | Taekwondo          | –67 kg F    |
| Bronce              |                    |             |
| Rıza Kayaalp        | Lucha grecorromana | 120 kg M    |